# Katzendarm (Magdeburg)

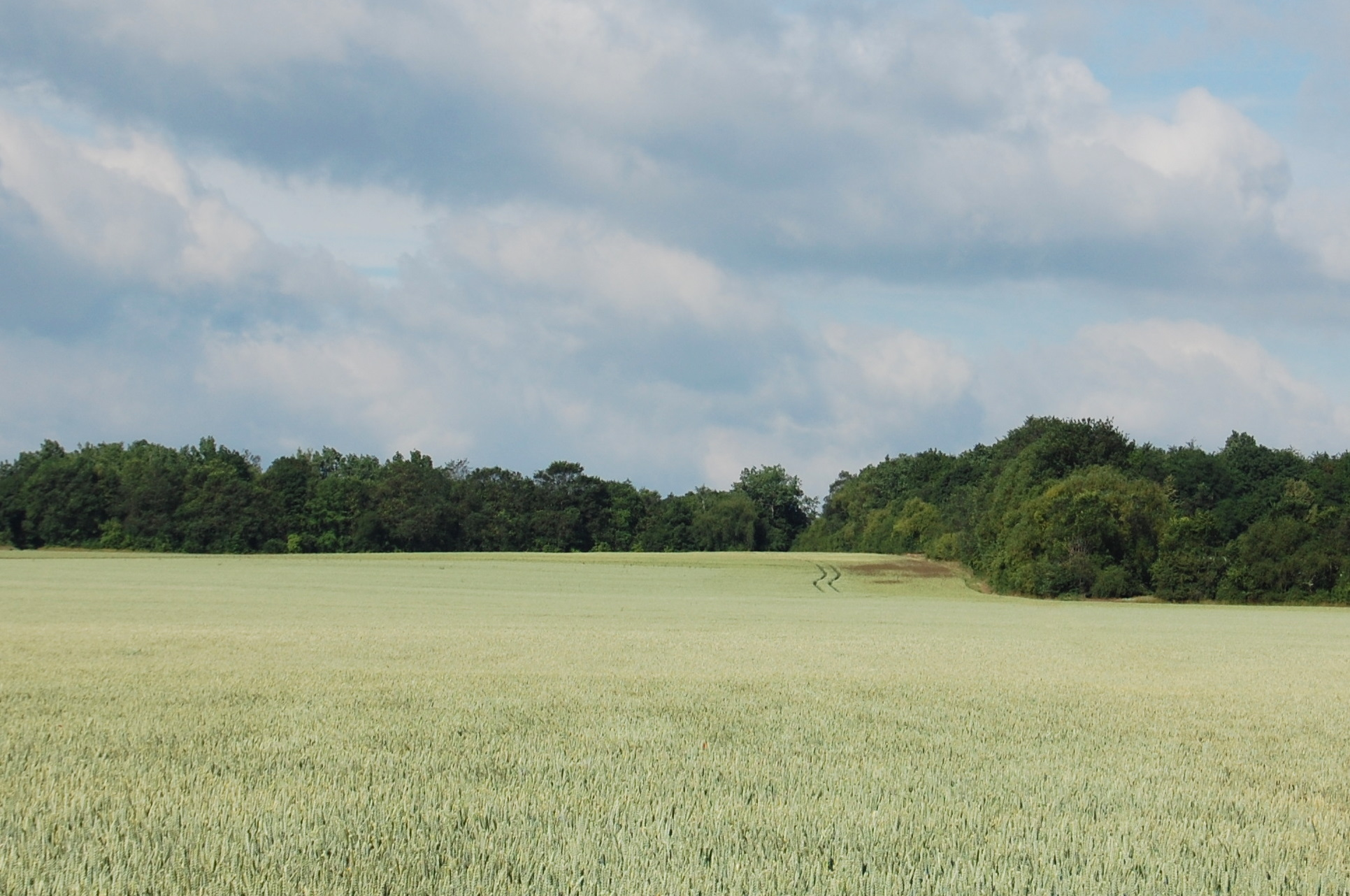
Blick von der Welsleber Straße auf das Flurstück Katzendarm

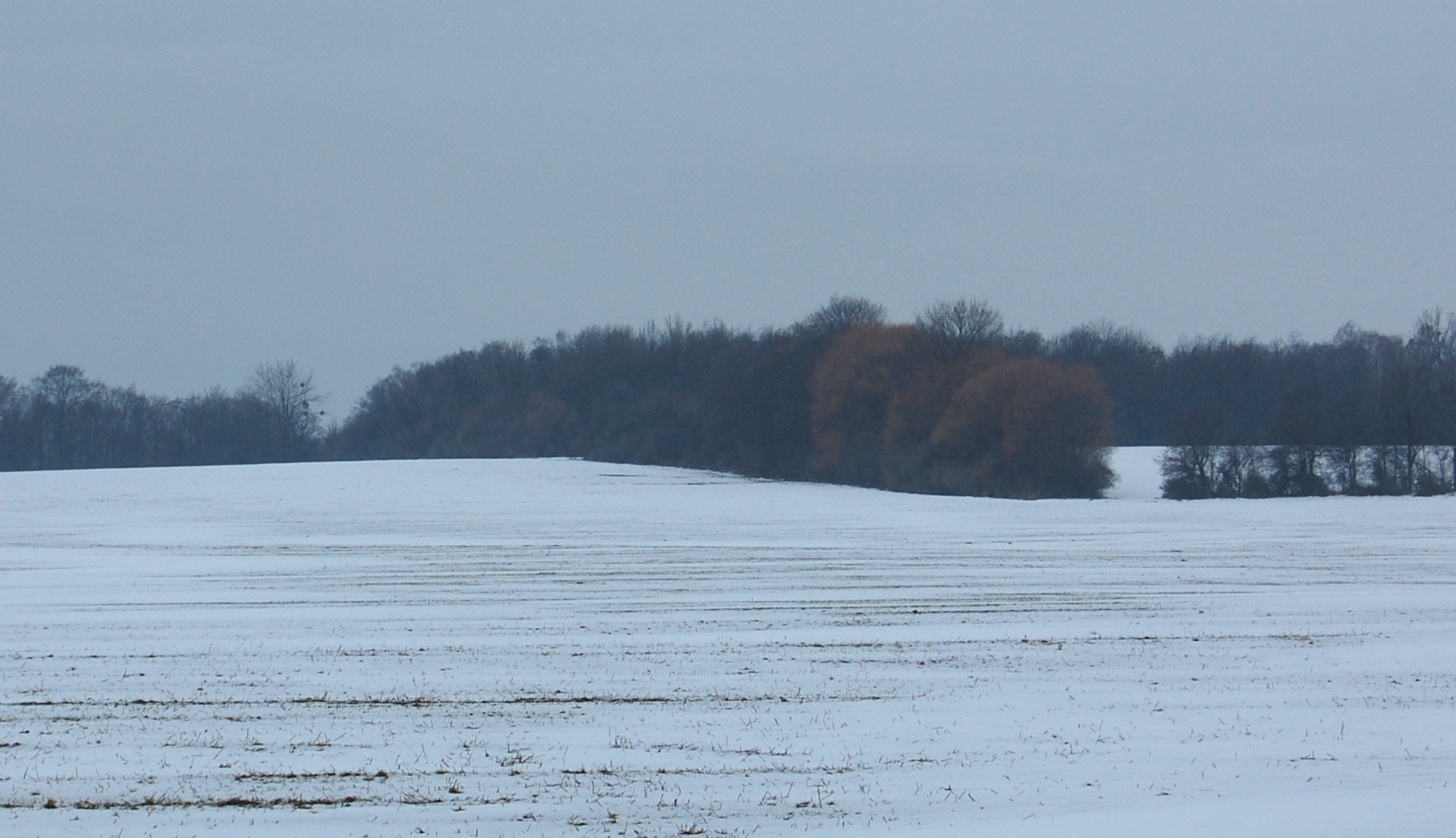
Flurstück Katzendarm, Januar 2011. Entlang der Baumreihe verlief der Weg nach Beyendorf. Das Stück zwischen Welsleber Straße und Beginn der Baumreihe ist jetzt Acker.

Der Katzendarm ist ein landwirtschaftlich genutzter Bereich der Feldmark westlich des heute zur Stadt Magdeburg gehörenden Stadtteils Westerhüsen.
Das Gebiet liegt östlich der Sohlener Berge südlich des ehemals von Beyendorf nach Westerhüsen führenden Wegs. Der Weg ist jedoch nur in Teilen erhalten. Der westliche bis zur Welsleber Straße führende Teil wurde überpflügt. Südlich und westlich des Katzendarms befindet sich das Feld Zwischen dem Sohlenschen und Beyendorfer Wege, wobei eine klare räumliche Abgrenzung hierzu, durch einen hier ursprünglich bestehenden weiteren Feldweg, nicht mehr besteht.
Der Bereich gehörte historisch zur Gemarkung von Westerhüsen. Heute ist das Gebiet jedoch dem Stadtteil Salbke zugeordnet.
Der ungewöhnliche Flurname wird so gedeutet, dass der Begriff Katze im Sinne von minderwertig zu sehen ist, was auf eine schlechtere Bodenqualität verweisen könnte. Die Bezeichnung Darm dürfte auf die Form des Bereichs bzw. darauf ursprünglich angelegter Äcker zurückgehen.